# Osmołowszczyzna
Osmołowszczyzna – wieś w Polsce położona w województwie podlaskim, w powiecie sokólskim, w gminie Dąbrowa Białostocka. W latach 1919–1944 (de jure do 1950) dzielnica Dąbrowy Białostockiej.
Wierni kościoła rzymskokatolickiego należą do parafii św. Stanisława w Dąbrowie Białostockiej.
Wieś królewska ekonomii grodzieńskiej położona była w końcu XVIII wieku w powiecie grodzieńskim województwa trockiego.
Za II RP Osmołowszczyzna należała do gminy Dąbrowa w powiecie sokólskim, od 1918 w województwie białostockim. 13 października 1919 wyłączono ją z gminy Dąbrowa i włączono do odzyskującej prawa miejskie Dąbrowy.
Podczas okupacji hitlerowskiej odebrano prawa miejskie Dąbrowie, a miasto podzielono w 1944 roku na sześć gromad, w tym Osmołowszczyzna, którą włączono ponownie do gminy Dąbrowa. Stan rzeczy ustawodawstwo polskie usankcjonowało ze znacznym opóźnieniem, bo dopiero 1 stycznia 1951.
W latach 1975–1998 miejscowość administracyjnie należała do województwa białostockiego.